# Daughters
『Daughters』（ドーターズ）は、2020年9月18日に公開された日本映画。監督は津田肇、主演は三吉彩花と阿部純子。
東京・中目黒にあるマンションで友人とルームシェア生活を送る女性が友人の妊娠・シングルマザーという決断を経て、生活の変化に戸惑いながらも、友人を支え一緒に生きていく約10ヶ月の物語が描かれる。
第23回上海国際映画祭・アジア新人賞部門選出作品。
公開初日となる9月18日には東京・ヒューマントラストシネマ渋谷で、別会場とオンラインでつないだ舞台挨拶が実施された。

## 製作
ファッションイベント演出家・映像作家である津田にとって本作は初の長編作品となり、本作について「今年は、世界中で多くの方が、人生の大きな変化・試練に直面したはずです。『Daughters』の主人公の二人を通し、素直に頼ることができ、絆を確かめ合うことのできる存在の大切さについて考えるきっかけが広がることを祈っています」とコメントしている 。
主演の三吉と阿部は、部屋での生活感を出すために撮影前に実際に撮影で使用する家に行き、二人で一日中過ごすなどの擬似ルームシェア体験で役作りをしたという。
2019年3月に撮影が開始され、その後、6月、10月と季節ごとに3回に分けて、中目黒を中心に撮影が行われた。
また、本作はtiit tokyoが劇中の全衣装の監修を行い、本作のためにオリジナルで制作された衣装も、絵画のように美しい四季折々の映像に彩りを添えている。
なお、映画の未公開シーンも盛り込まれた主題歌『GREEN』のMVが公開され、小春と彩乃の日常が軽快なラップに乗せて切り取られている。

## あらすじ
春の中目黒、桜並木が続く川沿いのマンション。イベントデザイナーの堤小春とファッションブランドの広報の清川彩乃は、ルームシェアをして暮らしている。二人とも27歳で、お互いの価値観も似ている親友同士。仕事もプライベートも充実した毎日を過ごしていた。そんなある日、小春は綾乃から妊娠を告白されるが、父親が誰か明かさず、既に一人で出産する決意を固めているという。小春は戸惑いながらも彩乃に協力し、そばで支えていこうとする。

## キャスト
堤小春
演 - 三吉彩花。
イベントデザイナー。彩乃とは親友同士でルームメイト。妊娠した彩乃をそばで見守る。
清川彩乃
演 - 阿部純子
ファッションブランドの広報。悩みながらもひとりの女性から「母親」になる決断をする。
桜木智子
演 - 黒谷友香
小春が沖縄で宿泊する民宿を経営している女性。
並木茂代
演 - 大方斐紗子
彩乃の祖母。
並木宏忠
演 - 鶴見辰吾
彩乃の父親。
永井香
演 - 大塚寧々
彩乃が通う産婦人科医。
林浩介
演 - 伊藤祐輝
浩介の友人・木瀬
演 -  二見悠
浩介の友人・村田
演 -  井上翔太
彩乃の上司・北川
演 -  キタキマユ
彩乃の部下・滝野
演 -  吉村優花
小春の部下・真由
演 -  廣岡聖
桜木智子の息子・逸
演 -  平松來馬
スタイリスト
演 -  三宅妃那
その他
- 山田帆風[10]
- 栗並真琴[10]
- 小牧那凪[10]
- 松村遼[10]
- 掛川大輔[10]
- 栄藤凛[10]

## スタッフ
- 監督・脚本：津田肇
- 主題歌：chelmico「GREEN」[4][12]
- プロデューサー：伊藤主税
- エグゼクティブプロデューサー：佐藤崇弘
- ラインプロデューサー：角田道明
- 撮影：高橋祐太、横山マサト
- 照明：友田直孝
- サウンドデザイン：西條博介
- 美術：澁谷千紗、内田真由
- ファッションディレクター：岩田翔 (tiit tokyo)
- スタイリスト：町野泉美
- ヘアメイク：細野裕之
- キャスティング：伊藤尚哉
- 助監督：北畑龍一、松尾崇、安井陶也
- 制作担当：天野恵子、犬飼須賀志、櫻井紘史
- 音楽プロデューサー：芳賀仁志
- HP：Qlip Co.,Ltd.
- 配給：イオンエンターテイメント、Atemo
- 制作プロダクション：and pictures
- 制作協力：Lat-Lon
- 企画：CHAMELEONS INC.
- 製作：「Daughters」製作委員会（CHAMELEONS INC.、and pictures、キングレコード、ワンモア、沖潮開発）